# Victor Ruffy (Politiker, 1823)

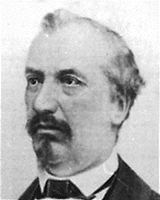
Victor Ruffy

Isaac-Victor-Charles-François Ruffy (* 18. Januar 1823 in Lutry; † 29. Dezember 1869 in Bern; heimatberechtigt in Lutry und Riex; überwiegend Victor Ruffy genannt) war ein Schweizer Politiker. Im Kanton Waadt war er als Richter und Regierungsrat tätig, ab 1858 auf Bundesebene als Nationalrat. 1868 wurde er als Vertreter der radikalen Fraktion (der heutigen FDP) in den Bundesrat gewählt. Dieses Amt konnte er nur zwei Jahre lang ausüben; er ist das jüngste Mitglied der Landesregierung, das im Amt starb.

## Biografie

### Studium
Ruffy war der Sohn einer angesehenen Winzerfamilie, die seit 1535 das Bürgerrecht von Lutry besass. Sein Vater Jean-Samuel Ruffy war ausserdem Friedensrichter, Oberstleutnant der Infanteriereserven und ab 1848 Mitglied des Grand Conseil (Kantonsparlament) des Kantons Waadt, seine Mutter hiess Marianne Chevalley. Nachdem er seine Schulbildung in Lutry und in einem Internat in Lausanne erhalten hatte, studierte Ruffy ab 1836 Rechtswissenschaft an der Lausanner Akademie. Ab 1838 war er Mitglied der akademischen Gesellschaft Belles-Lettres, die er 1839 präsidierte. 1841 trat er der Studentenverbindung Zofingia bei, deren Präsident er 1843/44 ebenfalls war. Er interessierte sich für Botanik und Poesie; mehrere seiner Gedichte wurden vertont und erschienen im Gesangsbuch der Zofingia.

### Kantonspolitik
Nach einem Auslandaufenthalt an der Ruprecht-Karls-Universität in Heidelberg begann Ruffy im Februar 1845 ein Anwaltspraktikum bei Charles Renevier. Da seine in Reden öffentlich gemachten Bekenntnisse zum Liberalismus seinem konservativen Arbeitgeber missfielen, musste er die Stelle wechseln und ging stattdessen zur Kanzlei von Marc Blanchenay, einem Vertrauten von Staatsrat Henri Druey. Im September 1847 bestand Ruffy die Anwaltsprüfung, zwei Monate später war er als Unterleutnant am Sonderbundskrieg beteiligt. Im Januar 1848 wählte ihn das Parlament zum Kantonsrichter. Die Wahl musste nach zehn Tagen wiederholt werden, da Ruffy beim ersten Durchgang noch nicht ganz das vorgeschriebene Mindestalter von 25 Jahren erreicht hatte. Im Jahr 1851 heiratete er Julie Chevalley.
1858 trat Ruffy als Richter zurück und eröffnete zusammen mit Henri Jan eine Anwaltskanzlei. Nachdem er 1859 in den Grossen Rat gewählt worden war, wurde er am Tag seiner Vereidigung von den Parlamentariern auch in den Conseil d’État (Kantonsregierung) gewählt, doch er lehnte die Wahl aus politischen und persönlichen Gründen ab. 1861 war er als Vizepräsident des Verfassungsrates an der Ausarbeitung einer neuen Kantonsverfassung beteiligt. Im Februar 1863 folgte die Wahl in die Kantonsregierung, in der er dem Departement des Inneren vorstand. 1867 war er Regierungspräsident und wechselte ins Erziehungs- und Kultusdepartement. Dort bereitete er die Reorganisation des kantonalen Lehrerseminars vor, wobei Louis Ruchonnet diese Aufgabe vollendete.

### Bundespolitik
Auf nationaler Ebene trat Ruffy erstmals am 17. Januar 1858 in Erscheinung. Nachdem in den ersten beiden Wahlgängen der Nationalratswahlen 1857 noch nicht alle Sitze im Wahlkreis Waadt-Ost besetzt werden konnten, kandidierte er im dritten Wahlgang und setzte sich gegen Jules Eytel durch. Bei den Nationalratswahlen 1860 verlor er seinen Sitz im zweiten Wahlgang gegen seinen Kanzleipartner Henri Jan, konnte aber nach dem dritten Wahlgang am 6. Januar 1861 doch noch wieder in den Nationalrat einziehen. Diesem stand er 1863 als Nationalratspräsident vor, ausserdem war er ab Juli 1864 nebenamtlicher Bundesrichter. Unter anderem leitete er den Prozess gegen jene Radikalen, die bei den Staatsratswahlen 1864 im Kanton Genf Strassenkämpfe angezettelt hatten.
Als Constant Fornerod am 2. Oktober 1867 seinen Rücktritt aus dem Bundesrat per Ende Jahr bekanntgab, galt Ruffy als aussichtsreichster Kandidat für dessen Nachfolge. Er zeigte zunächst kein Interesse an diesem Amt, da er lieber im Kanton Waadt wirken wollte, seine Kinder noch jung waren und er gesundheitlich angeschlagen war. Doch schliesslich liess er sich umstimmen, und die Vereinigte Bundesversammlung wählte ihn am 6. Dezember 1867 im ersten Wahlgang, wobei er 120 von 155 abgegebenen Stimmen erhielt; 23 Stimmen gingen an Jules Roguin, zwölf an weitere Personen.

### Bundesrat
In seinem ersten Amtsjahr stand Ruffy dem Finanzdepartement vor. Zu Beginn des Jahres 1869 wechselte er zum Militärdepartement und führte Emil Weltis Vorarbeiten für ein neues Militärorganisationsgesetz fort. Ebenso leitete er die Bewaffnung der Soldaten mit Vetterligewehren. In der beginnenden Debatte um die Totalrevision der Bundesverfassung sprach sich der überzeugte Föderalist vehement gegen jegliche Zentralisierungsbestrebungen aus. Am 10. Dezember 1869 wurde er zum Bundespräsidenten gewählt. Dieses Amt konnte er jedoch nicht antreten, da er zweieinhalb Wochen später plötzlich im Alter von 47 Jahren einer akuten rheumatischen Entzündung erlag.
In Lausanne ist eine Strasse nach ihm benannt, die Avenue Victor-Ruffy. Sein Sohn Eugène Ruffy war von 1894 bis 1899 ebenfalls Bundesrat. Ein Urenkel, der ebenfalls Victor Ruffy hiess, war 1982 bis 1999 sozialdemokratischer Nationalrat und 1990 Nationalratspräsident.